# Collodes trispinosus
Collodes trispinosus är en kräftdjursart som beskrevs av William Stimpson 1871. Collodes trispinosus ingår i släktet Collodes och familjen Inachoididae. Inga underarter finns listade i Catalogue of Life.